# 江古田文化劇場
江古田文化劇場（えこだぶんかげきじょう）は、かつて存在した日本の映画館である。第二次世界大戦後の1947年（昭和22年）11月、東京都練馬区大字江古田（現在の旭丘1丁目）の江古田駅前に開館した。学生街の映画館として親しまれたが、1984年（昭和59年）に閉館した。略称・通称は江古田文化（えこだぶんか）。江古田駅南口の「旭丘文化通り商店会」は同館に面した通りにあり、通りの命名は同館に由来する。竹内緑郎と旅行かばん『江古田スケッチ』に歌われることでも知られる。

## 沿革
- 1947年11月 - 開館[4]
- 1984年 - 閉館[10][11]

## データ
- 所在地：東京都練馬区旭丘1丁目71番6号 [6][7][8][9][10]、跡地はパチンコ店「ジェイクラブ江古田店」の位置[17][18]
  - 開館当時の東京都練馬区大字江古田2237番地[4][5]

北緯35度44分13秒 東経139度40分26秒 / 北緯35.73694度 東経139.67389度
- 経営：溝口末春 [4][5][6][7][8][9][10]
- 支配人：
  1. 溝口末春（1947年 - 1955年[4]）
  2. 古屋照夫（1955年 - 1964年前後[5]）
  3. 山田春作（1964年前後 - 1971年前後[6][7]）
  4. 稲垣弘司（1971年前後[8] - 1976年）
  5. 溝口末春（1976年 - 1984年[9][10]）
- 構造：木造一階建 [4][5][6][7][8][9][10]
- 観客定員数 : 250名（1955年[4] - 1956年） ⇒ 198名（1961年[5]） ⇒ 250名（1967年[6] - 1973年[7][8]） ⇒ 140名（1975年 - 1979年[9]） ⇒ 164名（1984年[10]）

## 概要

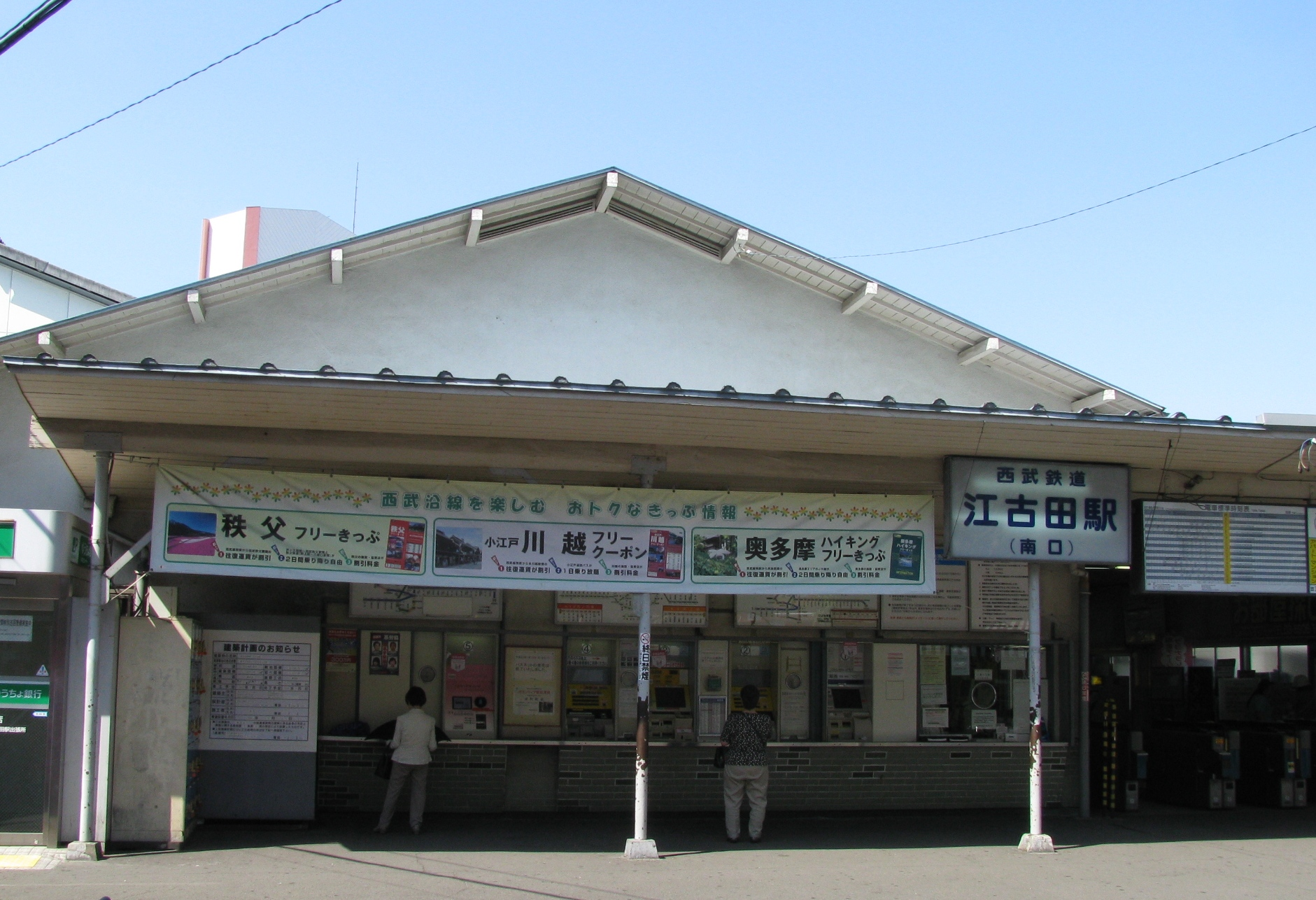
建て替え前、戦後の面影を残す江古田駅南口（2008年撮影、2010年改築）。この右手に入った道沿いに同館は位置した。

第二次世界大戦後の1947年（昭和22年）11月、東京都練馬区大字江古田2237番地（現在の旭丘1丁目71番6号）の江古田駅前に開館した。同館の所在した練馬区江古田は、同年8月1日に従来の板橋区から分離して練馬区を形成した地域であり、中野区江古田の北東に位置する。江古田駅は、そもそも1922年（大正11年）に旧制武蔵高等学校の設立とともに設置された駅で、同校は現在も、武蔵大学あるいは武蔵中学校・高等学校として同地にあり、同駅近辺には、日本大学芸術学部（1939年麹町区から移転）、武蔵野音楽大学（1929年設立）もあって、同館は学生街の駅至近の映画館として立地した。練馬区内には、戦前から練馬駅前にあった練馬映画劇場（現在の練馬1丁目6番22号）が戦後も稼働したほか、同館開館後の1950年（昭和25年）6月には大字東大泉812番地（現在の東大泉3丁目17番）に大泉映画館（のちの大泉名画座、経営・円内一男）、1952年（昭和27年）6月には下石神井2丁目1298番地（現在の石神井町6丁目）に石神井会館（のちの石神井映画劇場、経営・渡辺軍蔵）がそれぞれ新設された。当初の同館の経営は溝口末春の個人経営、支配人も溝口が兼ねた。木造一階建、観客定員数250名の比較的小規模の映画館であり、当時の興行系統は東宝および松竹の作品を上映した。同区内では、練馬映画劇場が松竹・大映系、石神井会館が大映・東映系、大泉映画館が新東宝・東宝系と棲み分けが行われていた。
同館は、1952年前後には『江古田文化劇場NEWS』と題した週報を発行していた。現存する同第75号によれば、『霧笛』（原作大佛次郎、監督谷口千吉、製作・配給東宝、1952年3月5日公開）、『黄色い鞄』（原作井上靖、監督弓削進、製作松竹大船撮影所、同年5月8日公開）、『東京騎士傳』（監督瑞穂春海、製作松竹大船撮影所、同年5月8日公開）が3本立で上映されている。翌1953年（昭和28年）には、同週報は『江古田文化ウィークリー』と改称した。同年に『悲剣乙女桜』（監督野淵昶、製作宝塚映画製作所、配給東宝、1953年3月5日公開）が同館で公開されたときには、戦前の旧作である『月下の若武者』（監督中川信夫、製作東宝映画京都撮影所、1938年12月1日公開）と『選挙戦の裏表』という題の啓蒙映画の3本立で上映された。新作の『逃亡地帯』（監督杉江敏男、製作東京映画、配給東宝、1953年3月19日公開）と、戦時中に製作・公開された『伊那の勘太郎』（監督滝沢英輔、製作東宝映画、1943年1月3日公開）を『伊那節仁義』と改題しての2本立という番組もあった。1950年代後半には区内の映画館は急増、1960年（昭和35年）には9館に増加し、同館と練馬映画劇場、石神井映画劇場、大泉名画座のほか、ネリマ東映劇場（豊玉北町5丁目15番地）、練馬文化劇場（練馬北町1丁目142番地）、石神井東映（上石神井1丁目415番地）、大泉東映八光座（東大泉町506番地）、関町（関町3丁目111番地）が割拠した。高須基仁の回想によれば、1960年代後半、同館で加賀まりこが主演する『乾いた花』（監督篠田正浩、製作松竹大船撮影所、1964年3月1日公開）を観たという。
その後急速に同区内の映画館は減少し、1967年（昭和42年）までには大泉名画座や八光座、石神井東映が閉館、1970年（昭和45年）までには練馬文化劇場が閉館し、合計5館になった。当時の同館は日活系に変わっているが、1971年（昭和46年）11月に日活が「日活ロマンポルノ」を開始して成人映画に舵を切り、その前後に同区内の映画館が激減、練馬駅前の老舗・練馬映画劇場と同館の2館のみになる。この時期に、同館は東宝・松竹および洋画（輸入映画）の上映館に変わった。練馬映画劇場は非日活系の成人映画館になったが、同館は名画座的劇場でありつづけた。1975年（昭和50年）10月に発行された『キネマ旬報』10月上旬秋の特別号では、グラビアページの『われらの映画館 東京篇』で同館の取材記事が掲載された。この時期に観客定員数を140名に縮小している。イラストレーターの宮崎祐治によれば、この時期の同館には2階があり、卓球場になっていたという。宮崎は、同館で
『書を捨てよ町へ出よう』（監督寺山修司、製作人力飛行機舎、配給ATG、1971年4月24日公開）、『ボクサー』（監督寺山修司、製作東映東京撮影所、配給東映、1977年10月1日公開）、『田園に死す』（監督寺山修司、製作人力飛行機舎、配給ATG、1974年12月28日公開）の3本立を観ている。1977年（昭和52年）11月9日にビクター音楽産業（現在のビクターエンタテインメント）が発売した竹内緑郎と旅行かばんのシングル『江古田スケッチ』に同館は登場し、「江古田文化の深夜映画に涙流した」と歌われた。1979年（昭和54年）前後には、同館も成人映画館になっている。
1984年（昭和59年）には閉館した。同館の経営は閉館まで一貫して、溝口末春の個人経営であった。跡地にはパチンコ店「ミナミ江古田店」が建ったが、同店は2013年（平成25年）9月25日に閉店し、同年12月27日には「ジェイクラブ江古田店」が開店して現在に至る（2014年4月）。練馬映画劇場は1989年（平成元年）12月に閉館している。